# Wissenschaftsfestival
Wissenschaftsfestival (Engl. "Science festival") ist eine deutschsprachige Bezeichnung für eine Veranstaltungsform zur unterhaltsamen Vermittlung von wissenschaftlichen Informationen in Verbindung mit Darbietungen und Präsentationen künstlerischer und kultureller Aktionen und Projekte. Wissenschaftsfestivals werden in vielen Städten auf mehreren Kontinenten der Erde veranstaltet. Eins der ältesten Wissenschaftsfestivals soll die jährlich stattfindende mehrtägige Science Days genannte Veranstaltung auf dem Gelände vom Europa-Park in der Stadt Rust (Baden) sein.